# Correspondantes de Pline le Jeune
La  Correspondance du sénateur romain Pline le Jeune comporte, sur ces 371 lettres, 9 lettres envoyées à des femmes. Ces dernières sont au nombre de 6 et elles ont toutes un lien important avec l’épistolier.
Les sujets de ces lettres tournent autour de l’éducation, l’économie, les propriétés et les relations notamment amoureuse.
Sur ces neuf lettres deux sont de tailles moyennes et sept de petites tailles. De plus, seules deux correspondantes reçoivent plus d’une lettre. Il s’agit de Calpurnia, la femme de  Pline, qui reçoit trois lettres de petites tailles et la tante de cette de dernière Calpurnia Hispulla qui reçoit une lettre de taille moyenne et une petite lettre. Les autres correspondantes reçoivent donc qu’une seule lettre. Elles se nomment Pompeia Celerina, Calvina, Corellia Hispulla (elle reçoit la deuxième lettre de taille moyenne) et Corellia. Ces neufs lettres permettent aux historiens d'avoir un aperçu des échanges épistolaires que les Romains entretenaient avec les femmes les entourant.
Il existe une dixième lettre dans la  Correspondance adressée à une femme. Cette lettre III, 10 est un cas unique dans l’œuvre puisqu’elle est envoyée à un homme et une femme ( Vestricius Spurinna et Cottia). Elle n’est donc pas directement envoyée à une destinatrice.

## Les correspondantes

### Pompeia Celerina
Pompeia Celerina est la première destinatrice de  Pline. Elle reçoit la lettre I, 4.
Pompeia Celerina est la fille de L. Pompeius Vopiscus C. Arruntius  Catellius Celer, qui a été  consul en 92. Elle s’est mariée deux fois. La première fois avec L. Venuleius Montanus Apronianus et la deuxième fois avec Q. Fulvius Gillo Bittius .
Elle est la belle-mère de la première (ou deuxième épouse) de Pline le Jeune.
 Pline lui envoie la lettre I, 4 pour lui parler de l’accueil chaleureux qu’il a reçu dans ses propriétés. Il l’invite à venir dans les siennes et espère que l’accueil y sera aussi chaleureux .

### Calvina
Calvina est la deuxième destinatrice de  Pline. Elle reçoit la lettre II, 4.
 Pline a un lien adfinis avec elle, c'est-à-dire un lien qui naît à l'occasion de relation matrimoniale. Il est ainsi possible que Calvina appartienne à la famille de la toute première épouse de Pline (l’épouse avant la fille de Pompeia Celerina).
 Pline a un rôle de protecteur envers elle et il agit comme un père en payant ses dettes et sa dot. Il accuse d’ailleurs le père de Calvina (dont nous ne connaissons pas le nom) de l’avoir laissé dans une situation économique difficile .

### Corellia Hispulla
Corellia Hispulla est la troisième destinatrice de  Pline. Elle reçoit la lettre III, 3. Elle est la fille du mentor de Pline Corellius Rufus, qui a été  consul suffect en 78, et d’Hispulla.
Dans la lettre que  Pline lui envoie, il est question de l’éducation de son fils. Ce dernier semble être né de l’union de Corellia Hispulla et de Neratius Priscus. Il se nomme Corellius Pansa . Pline conseille à sa mère de prendre comme mentor, pour lui, Julius Genitor l’un de ses amis.
Son fils, Corellius Pansa, est  consul en 122.

### Calpurnia Hispulla
Calpurnia Hispulla est la quatrième destinatrice de  Pline. Elle reçoit deux lettres : IV, 19 et VIII, 11.
Calpurnia Hispulla est la fille de Calpurnius Fabatus et la tante de Calpurnia, la femme de Pline. Elle s’est occupée de l’éducation de cette dernière après la mort de ses parents.
Dans les lettres que  Pline lui envoie, il est toujours question de Calpurnia. Dans la première lettre, Pline parle de sa jeune épouse, de son éducation et de sa relation avec elle. Dans la seconde lettre, il tente de rassurer Calpurnia Hispulla sur la santé de Calpurnia à la suite de sa fausse couche.

### Calpurnia
Calpurnia est la cinquième destinatrice de  Pline. Elle reçoit trois lettres d’amour : VI,4 ; VI, 7 et VII, 5.
Calpurnia est la petite-fille de Calpurnius Fabatus et la nièce de Calpurnia Hispulla. Elle originaire de Côme comme  Pline. Elle épouse ce dernier vers 103-104. Calpurnia fait une fausse couche en 107. Trois ans plus tard, elle accompagne son mari vers la province de Bithynie et Pont. Elle quitte la province à la mort de son grand-père vers 113.
Les trois lettres qu’elle reçoit sont des lettres d’amour qui évoquent le thème épistolaire de la présence et de l’absence.  Pline exprime sa douleur de la savoir loin de lui et lui demande de lui écrire plus de lettres.

### Corellia
Corellia est la sixième destinatrice de  Pline. Elle reçoit la lettre VII, 14.
Corellia est la sœur de Corellius Rufus, le mentor de  Pline. C’est également une amie de ce dernier. Elle est mariée à Minucius Iustus. Elle a probablement eu un fils avec lui qui se nommerait L. Minicius Rufus. Ce dernier a été  consul ordinaire en 88. Pline ne parle jamais directement de son fils et quand il le fait, c’est toujours au passé. Il est donc probablement mort quand les lettres sont rédigées.
La lettre qu’elle a reçu de  Pline parle d’une propriété qu’elle lui a acheté. Or, Pline ne veut pas qu’elle lui paye les 900 000 sesterces que vaut sa propriété mais seulement les 700 000 sesterces qu’il lui en a demandé. Pline invoque pour justifier sa demande la relation de longue date qu’il entretient avec elle et la relation qu’il a eu avec son frère .

## Lien avec Pline
Toutes les correspondantes de Pline ont un lien avec lui, souvent de nature familiale.
Le lien familial est facilement perceptible avec Calpurnia (sa femme), Calpurnia Hispulla (la tante de sa femme) et Pompeia Celerina (l’une de ses belles-mères). Avec les trois autres, il est un peu plus complexe et sujet à débat. Tout d’abord, Calvina a un lien avec  Pline hérité d’une relation matrimoniale. Or, nous ne connaissons pas cette relation. Cette dernière pourrait être lié au premier mariage de Pline qu’il évoque lui-même dans l’une de ses lettres à Trajan .
En outre, un élément est intéressant avec le cognomen Hispulla de trois femmes de la  Correspondance dont deux destinatrices (Calpurnia Hispulla et Corellia Hispulla). En effet, ce cognomen (ou nomen dans le cas d’Hispulla) est assez rare à cette époque à  Rome. Il est donc possible qu’Hispulla et Calpurnia Hispulla appartiennent à la même famille. Puisque Hispulla est la mère de Corellia Hispulla et la belle-sœur de Corellia, il se pourrait donc que ces deux correspondantes aient également un lien familial avec  Pline>.
Si les deux Corellia et Calvina ont un lien familial avec  Pline, alors ce dernier publie seulement les lettres qu’il a envoyé à des femmes possédant un lien familial avec lui.

## Cottia, un cas particulier dans la Correspondance
La lettre III, 10 que reçoit Cottia est une lettre unique dans la  Correspondance. Elle est envoyée à  Vestricius Spurinna et à sa femme Cottia. Ce double destinataire s’explique par le sujet même de la lettre. En effet,  Pline leur a envoyé un ouvrage qu’il a rédigé sur leur fils décédé. Il aimerait que ces deux correspondants lui indiquent les changements qu’il doit faire pour que l’hommage qu’il souhaite rendre à leur fils soit parfait .
C’est donc cette demande qui justifie le double destinataire parental.

#### Éditions et traductions
- Pline le Jeune, Lettres. Livres I-III, traduction Hubert Zehnacker, Paris, Les Belles Lettres, 2009.
- Pline le Jeune, Lettres. Livres IV-VI, traduction Hubert Zehnacker et Nicole Mèthy, Paris, Les Belles Lettres, 2011.
- Pline le Jeune, Lettres. Livres VII-IX, traduction Hubert Zehnacker et Nicole Mèthy, Paris, Les Belles Lettres, 2012.
- Pline le Jeune, Lettres. Livre X, traduction Hubert Zehnacker et Nicole Mèthy, Paris, Les Belles Lettres, 2017.

#### Études
- Adrian Nicholas Sherwin-White, The Letters of Pliny : A Historical and Social Commentary, Oxford, Clarendon Press,1966.
- Andrée Maniet, "Pline le Jeune et Calpurnia", L'Antiquité Classique, 35-1, 1966, p.149-185.
- Erik Gunderson, "Catullus, Pliny and Love-Letters", Transactions of the American Philogical, 127, 1997, p.201-231.
- (en) Jacqueline M. Carlon, Pliny's Women : Constructing Virtue and Creating Identity in the Roman World, Cambridge, Cambridge University Press, 2009.
- Nicole Mèthy, Les Lettres de Pline le Jeune. Une représentation de l'Homme, Paris, PUPS, 2007.